# Emmanuel Treveno Cabajar
Emmanuel Treveno Cabajar CSsR (* 8. Oktober 1942 in Handayan Getafe) ist ein philippinischer Ordensgeistlicher und emeritierter römisch-katholischer Bischof von Pagadian.

## Leben

Bischofswappen von Emmanuel Treveno Cabajar

Emmanuel Treveno Cabajar trat der Ordensgemeinschaft der Redemptoristen am 2. Juli 1961 bei, legte am 2. Juli 1964 die Profess ab und empfing am 18. Dezember 1966 die Priesterweihe.
Papst Benedikt XVI. ernannte ihn am 14. Mai 2004 zum Bischof von Pagadian. Der Erzbischof von Cebu, Ricardo Jamin Kardinal Vidal, spendete ihm am 14. August desselben Jahres in der Mariahilfkirche in Cebu City die Bischofsweihe; Mitkonsekratoren waren Ireneo A. Amantillo CSsR, Bischof von Tandag, und Erzbischof Antonio Franco, Apostolischer Nuntius auf den Philippinen. Die Amtseinführung im Bistum Pagadian fand am 2. September 2004 statt.
Papst Franziskus nahm am 22. November 2018 seinen altersbedingten Rücktritt an.